# Jorge Ternengo
Jorge Juan Ternengo (Cosquín, 26 de noviembre de 1935 - Rafaela, 9 de julio de 2024) fue un piloto argentino de automovilismo que se destacó compitiendo durante las décadas de los '60 y '70 en diferentes categorías nacionales de automovilismo. Fue campeón de la Fórmula 1 Mecánica Argentina en el año 1969, al comando de un prototipo Bravi-Tornado. Compitió también en el Turismo Carretera, en Sport Prototipo Argentino y tuvo esporádicas participaciones en el Club Argentino de Pilotos, donde finalmente anunció su retiro en el año 1989.
Fue el último sobreviviente del recordado equipo oficial de Industrias Kaiser Argentina, conocido como "La CGT" (en alusión a las siglas de la Confederación General del Trabajo de la República Argentina), que estaba conformado además por sus compañeros Eduardo Copello († 2000) y Héctor Gradassi († 2003), de cuyas iniciales surgía el apodo mencionado de la escudería. El 25 de junio de 1967, consiguió su primer triunfo en el Turismo Carretera, al imponerse en la Vuelta de Bahía Blanca, convirtiéndose de esta forma en el 95.° ganador del historial de pilotos ganadores del TC, justamente por detrás de sus mencionados compañeros, Gradassi (93) y Copello (94).

## Biografía
Nacido en Cosquín, pero radicado desde los 9 años en la localidad santafesina de Rafaela, Jorge Ternengo tendría una vida marcada por el deporte motor. Sus inicios deportivos tuvieron lugar en el motociclismo, disciplina en la que también se desempeñaba su padre. Sin embargo, su popularidad se cimentaría sobre la base de lo que desarrollaría años más tarde, al pasar a competir en el automovilismo.
Con la curiosidad de ir más rápido, en 1964 debutó profesionalmente en el automovilismo de velocidad, al participar en la categoría Fórmula 1 Mecánica Argentina, en la cual conseguiría vencer por primera vez en 1966, compitiendo en Villa Carlos Paz. Su desempeño en la F1 Argentina, sería objeto de observación por parte de la firma Industrias Kaiser Argentina, quienes en 1967 lo convocan para integrar el plantel del equipo oficial, formando parte junto a los pilotos Eduardo Copello y Héctor Gradassi, futuros campeones de dicha categoría, un grupo humano que pasaría a ser recordado como "La CGT", en alusión a las iniciales de los pilotos. Junto a sus compañeros, Ternengo sería uno de los encargados de poner en pista al nuevo producto de IKA, el Torino 380 W, teniendo la responsabilidad de demostrar la capacidad de esta nueva unidad. Su labor fue más que productiva, logrando en el año de su debut dos victorias y cinco podios, lo que le valió alcanzar el 5° puesto en el campeonato. 
A la par de su carrera en el Turismo Carretera, Ternengo alternaba sus participaciones con la Fórmula 1 Mecánica Argentina, donde tras su participación dentro del equipo oficial IKA, conseguiría entablar amistad con el preparador Oreste Berta, junto a quien se propusieran continuar con el legado del Torino dentro de esta categoría. Fue así que con un monoplaza desarrollado por el ingeniero (también rafaelino) radicado cordobés, precisamente en Alta Gracia, y motorizado con un impulsor Tornado, comenzaría a representar a la marca del toro en 1967. En 1968 detendría su participación en el TC, centrándose en la F1MA, donde corrió tres carreras, ganando solo una.
Finalmente, en 1969 sería su año de gloria. Esta temporada, Ternengo resolvería competir en Turismo Carretera y Fórmula 1 Mecánica Argentina de manera alternada. Sin embargo, tras cinco competencias decidiría centrar nuevamente sus esfuerzos en los monoplazas, consiguiendo finalmente 2 victorias y dos podios, que le terminarían significando la obtención del Campeonato Argentino de la F1. De esta forma, conseguiría el que sería su único título de automovilismo a nivel nacional. Tras esta consagración, volvería a competir en el Turismo Carretera, pero en este caso convocado por el ingeniero Heriberto Pronello, para competir representando al equipo oficial Ford del TC. Su regreso, tuvo lugar en la última fecha de 1969, siéndole confiado el nuevo desarrollo que Pronello preparara para Ford: El Halcón TC. Con el Halcón, Ternengo cerraría el año con un segundo puesto en la carrera desarrollada el 14 de diciembre de 1969, en el Autódromo de Comodoro Rivadavia.
Tras estas participaciones, continuó compitiendo en la F1MA y debutó en 1969 en el Sport Prototipo Argentino, categoría en la que se mantuvo hasta su desaparición en 1973. Su carrera continuaría luego en la monomarca conocida como Club Argentino de Pilotos, donde supiera pilotear una unidad Datsun 280 ZX, resolviendo finalmente retirarse en esta categoría en 1989. En su palmarés se contabilizan 5 victorias, 16 podios y 1 campeonato en la Fórmula 1 Mecánica Argentina y 2 victorias y 7 podios en el Turismo Carretera.

## Palmarés
| Título  | Categoría                    | Automóvil     | Año  |
| ------- | ---------------------------- | ------------- | ---- |
| Campeón | Fórmula 1 Mecánica Argentina | Bravi-Tornado | 1969 |